# 일본의 텔레비전 애니메이션 목록/ㅎ
일본의 텔레비전 애니메이션 목록 (ㅎ)에서는 ㅎ으로 시작되는 제목의 일본의 애니메이션을 서술한다.

## 하
- 하나우쿄 메이드대
- 하늘 가는대로
- 하늘의 유실물
- 하마토라
- 하트 커넥트
- 학원 유토피아 마나비 스트레이트!
- 합신전대 메칸더 로보
- 항설백물어
- 핸드 메이드 메이
- 해치의 모험
- 하이큐!

## 햐
- 없음

## 허
- 헤타리아 Axis Powers
- 헬싱
- 헌터×헌터

## 혀
- 현란무답제 더 마즈 데이브레이크
- 현시연
- 혈계전선

## 호
- 호리
- 황금용자 골드런

## 효
- 없음

## 후
- 후타코이 얼터너티브

## 휴
- 없음

## 흐
- 흑마녀 나가신다!!

## 히
- 히토히라